# Lehututu
Lehututu est une ville du Botswana.